# Alexei Gennadjewitsch Romaschow
Alexei Gennadjewitsch Romaschow (russisch Алексей Геннадьевич Ромашов, * 29. April 1992 in Sankt Petersburg) ist ein ehemaliger russischer Skispringer.

## Werdegang
Sein internationales Debüt gab Romaschow am 15. August 2009 im Alter von 17 Jahren im FIS Cup. Dabei verpasste er in Oberwiesenthal nur knapp die Punkteränge und landete am Ende auf dem 32. Platz. Im Dezember 2009 gelang ihm im norwegischen Notodden in seinem dritten Wettbewerb der erste Punktgewinn. Auch im zweiten Springen war er erneut erfolgreich. Nachdem er auch im ersten Springen in Harrachov mit Platz 26 Punkte gewonnen hatte, beendete er die FIS Cup-Saison auf dem 218. Platz der Gesamtwertung. Im Sommer 2010 konnte er auf den Štrbské-Pleso-Schanzen in Štrbské Pleso erstmals unter die besten zehn springen und wurde Neunter. Zur Wintersaison war er auf gleicher Schanze ebenfalls erfolgreich und erreichte kurz darauf in Szczyrk mit dem sechsten Platz sein bis dahin bestes Einzelergebnis im FIS Cup.
Nachdem er bei der Russischen Junioren-Meisterschaft 2011 den Titel gewann, erreichte er bei den Nordischen Junioren-Skiweltmeisterschaften 2011 im estnischen Otepää im Einzelspringen den 30. Platz und mit der Mannschaft im Teamspringen Rang 12. Drei Wochen nach der Junioren-WM verpasste er beim FIS Cup in Ramsau am Dachstein mit dem vierten Platz das Podium nur knapp. Nach eher durchwachsenen Ergebnissen in Folge, gab Romaschow am 24. September 2011 sein Debüt im Skisprung-Continental-Cup. In Klingenthal verpasste er mit Platz 56 im ersten Springen die Punkte deutlich und wurde im zweiten Springen einen Tag später gar disqualifiziert. Zu Beginn der Wintersaison 2011/12 verpasste er in Rovaniemi im zweiten Springen mit Platz 33 die Punkteränge nur um drei Plätze. Einige Wochen später konnte er jedoch im Schweizer Engelberg erstmals mit Rang 24 punkten. Auch in Titisee-Neustadt gelang ihm dies. Dabei erreichte er im zweiten Springen mit dem achten Platz erstmals eine Platzierung unter den besten zehn.
Nach einem erfolglosen Continental-Cup-Springen in Brotterode startete Romaschow bei den Nordischen Junioren-Skiweltmeisterschaften 2012 im türkischen Erzurum. Wie bereits 2011 wurde er im Einzel 30., konnte aber gemeinsam mit Iwan Lanin, Michail Maximotschkin und Alexander Schuwalow auf den achten Rang im Team springen. Zum Abschluss der Continental-Cup-Saison erreichte er in Kuopio noch einmal den zehnten und den 37. Platz und beendete so die Saison auf dem 64. Platz der Gesamtwertung. Bei den Russischen Meisterschaften 2012 gewann er den Titel im Teamwettbewerb und Silber im Einzel von der Normalschanze.
Nachdem er im Sommer 2012 erneut gute Leistungen im Continental Cup gezeigt hatte, erhielt er die Nominierung für den Skisprung-Grand-Prix in Hinterzarten, wo er jedoch bereits in der Qualifikation ausschied. Daraufhin startete er wieder im Continental Cup und erreichte in Tschaikowski mit dem zweiten Rang sein erstes Continental-Cup-Podium. Nachdem er auch im zweiten Springen mit dem siebenten Rang überzeugen konnte, kam er zurück in den A-Kader. Beim Grand-Prix-Springen im kasachischen Almaty konnte er in beiden Wettbewerben punkten. Auch in Hinzenbach gelang ihm mit dem zwölften Rang eine gute Platzierung und so erreichte er in seiner ersten Grand-Prix-Saison Platz 43 der Gesamtwertung.
Am 23. November 2012 konnte er sich bei seiner ersten Qualifikation zu einem Springen im Skisprung-Weltcup in Lillehammer knapp durchsetzen und erreichte in seinem ersten Springen zwei Tage später Platz 38. Eine Woche später konnte er nach einem sechsten Platz mit der Mannschaft im Teamspringen erstmals im Einzelspringen Weltcup-Punkte gewinnen. Auch auf der RusSki Gorki in Sotschi gelang ihm dies. Bei der Vierschanzentournee 2012/13 verpasste er die Qualifikationen deutlich, auch in Wisła scheiterte er noch vor dem Wettbewerb. Nachdem er jedoch in Zakopane erneut punktete und mit der Mannschaft im Teamspringen von Willingen Neunter wurde, gehörte er zum Kader für die Nordischen Skiweltmeisterschaften 2013 im italienischen Val di Fiemme. Bei den Weltmeisterschaften sprang Romaschow nach guten Ergebnissen in den Qualifikationen von der Normalschanze im Einzel auf den 34. Rang, von der Großschanze auf Rang 41. Im Teamspringen von der Großschanze schied Romaschow mit der russischen Mannschaft nach dem ersten Durchgang als Neunter aus.
In den Winter 2013/14 startete Romaschow im Weltcup-Kader. Bereits im ersten Springen von Kuusamo gewann er als 22. erste Weltcup-Punkte. Auch in Lillehammer erreichte er den zweiten Durchgang. Bei der Vierschanzentournee 2013/14 und auch beim folgenden Skiflug-Weltcup verpasste er in allen Springen die Qualifikation. In Willingen gelang ihm die Qualifikation und im Springen zudem weitere Weltcup-Punkte. Bei den Olympischen Winterspielen 2014 in Sotschi sprang er von der Normalschanze auf Rang 44 und von der Großschanze auf Rang 46. Beim abschließenden Teamspringen wurde er mit seinen Mannschaftskollegen Neunter.
In der Saison 2014/15 konnte er nur in Nischni Tagil einen Weltcup-Punkt gewinnen und wurde damit am Ende 85. der Gesamtwertung. Ab Januar startete Romaschow in dieser Saison nur im Continental Cup sowie bei der Winter-Universiade 2015 in Štrbské Pleso, wo er im Einzelspringen den 12. Platz erreichte. In der Saison 2015/16 ging er nur in Nischni Tagil und in Engelberg im Weltcup an den Start. In Nischni Tagil qualifizierte er sich zweimal als Teil der nationalen Gruppe, wurde dann im ersten Wettkampf disqualifiziert und im zweiten Springen wurde er 36. In Engelberg verpasste er zweimal die Qualifikation. Damit blieb er ohne Weltcuppunkt in dieser Saison.
In der Saison 2016/17 startete er im Februar in Sapporo zum ersten Mal im Weltcup, nachdem er zuvor im Continental Cup sprang. Er erreichte sowohl zweimal in Sapporo als auch wenige Tage später einmal in Pyeongchang die Punkteränge und sammelte so 17 Weltcuppunkte in dieser Saison. Bei den Nordischen Skiweltmeisterschaften 2017 im finnischen Lahti belegte er in den Einzelwettbewerben den 44. Rang auf der Normalschanze und den 49. Rang auf der Großschanze. Mit der russischen Mannschaft wurde er Neunter.
Im Sommer 2017 belegte er zum Auftakt des Sommer-Grand-Prix in Wisła Platz elf mit dem russischen Team und Platz 26 im Einzel. Damit holte er zum ersten Mal seit vier Jahren wieder Grand-Prix-Punkte. Am 10. September erreichte er als Zehnter in Tschaikowski seine erste Top-Ten-Platzierung im Grand Prix. Mit 42 Punkten belegte er am Ende des Sommers den 40. Platz in der Gesamtwertung und erzielte damit sein bestes Abschneiden. Im darauffolgenden Winter sprang er wieder regelmäßiger im Weltcup, überstand dabei aber nur zweimal die Qualifikation und kam in den Wettkämpfen nicht über Platz 47 hinaus. Damit blieb er ohne Weltcuppunkt in dieser Saison. Bei der Skiflug-Weltmeisterschaft 2018 in Oberstdorf belegte er den 26. Rang im Einzel und den siebten Rang mit dem russischen Team. Bei den Olympischen Winterspielen 2018 in Pyeongchang ging er als Olympischer Athlet aus Russland an den Start und startete in allen drei Wettbewerben. Im Einzelwettbewerb auf der Normalschanze belegte er den 37. Platz und im Einzelwettbewerb auf der Großschanze den 42. Platz. Mit der russischen Mannschaft wurde er im Mannschaftswettbewerb auf der Großschanze Siebter.

## Erfolge

### Weltcup-Platzierungen
| Saison  | Platz | Punkte |
| ------- | ----- | ------ |
| 2012/13 | 61.   | 14     |
| 2013/14 | 68.   | 21     |
| 2014/15 | 85.   | 01     |
| 2016/17 | 55.   | 17     |

### Grand-Prix-Platzierungen
| Saison | Platz | Punkte |
| ------ | ----- | ------ |
| 2012   | 43.   | 47     |
| 2013   | 58.   | 32     |
| 2017   | 40.   | 42     |

### Continental-Cup-Platzierungen
| Saison  | Platz | Punkte |
| ------- | ----- | ------ |
| 2011/12 | 064.  | 075    |
| 2012/13 | 060.  | 158    |
| 2013/14 | 174.  | 003    |
| 2014/15 | 076.  | 083    |
| 2015/16 | 098.  | 046    |
| 2016/17 | 090.  | 069    |
| 2017/18 | 141.  | 010    |